# Paul Ekman
Paul Ekman (ur. 15 lutego 1934 w stanie Waszyngton) – amerykański psycholog, pionier w dziedzinie badań emocji i ich ekspresji ruchowo-mimicznej związany z University of California San Francisco (UCSF), trener umiejętności emocjonalnych, organizator szkoleń w zakresie wykrywania kłamstwa m.in. z użyciem Facial Action Coding System (FACS) np. dla policji lub oddziałów antyterrorystycznych, autor kilkunastu książek, zaliczany do grupy 100 najwybitniejszych psychologów XX wieku oraz najbardziej wpływowych ludzi na świecie (ranking tygodnika Time).

## Życiorys
Urodził się w stanie Waszyngton w roku 1934. Był jednym z dwojga dzieci żydowskich rodziców – ojca-pediatry i matki-prawniczki. Spędzał dzieciństwo i młodość również w New Jersey, Oregonie i Kalifornii. O kierunku kształcenia się zdecydował w wieku 14 lat, gdy u matki rozwinęła się ciężka choroba psychiczna, która doprowadziła do tragicznych konsekwencji. Postanowił pomagać ludziom, którzy znaleźli się w podobnej sytuacji.
W wieku 15 lat skończył szkołę średnią, a następnie studiował w University of Chicago (3-letnie studia I stopnia) i w New York University (1 rok), uzyskując w roku 1954 stopień BA. Już w Chicago uczestniczył w pracach zespołu, kierowanego przez prof. NYU Margaret Tresselt, która realizowała projekt badawczy, dotyczący terapii grupowej. Roczny staż kliniczny odbył w Langley Porter Psychiatric Institute (UCSF). Stopień doktora psychologii klinicznej otrzymał w roku 1958 w Adelphi University (promotor: John Amsden Starkweather), przed odbyciem służby wojskowej. Podstawą przyznania stopnia była praca dotycząca mowy ciała, rozpoczęta w roku 1954, a od roku 1955 wykonywana w ramach stypendium National Institute of the Mental Health (NIMH, zob. National Institutes of Health).
Dwuletnią służbę wojskową odbył jako First Lieutenant (porucznik) i szef psychologów w Fort Dix, w pobliżu Trenton. W czasie służby dokonał świadczących o zainteresowaniach naukowych, które spowodowały zmianę polityki wobec rekrutów. Wykazał m.in. że ogólnej liczby zwolnień z wojska nie zmieni  wprowadzenie zasady, że rekrut po trzech dniach ćwiczeń sam zdecyduje, czy jest zdolny do tej służby (zezwolenia na ich odejście spowodowały odpowiednie zmniejszenie się liczby zwolnień w późniejszym czasie, spowodowanych załamaniami nerwowymi). Wykazał też, że 90% żołnierzy karanych aresztem za samowolne opuszczenie koszar ponownie dokonuje tego wykroczenia, podczas gdy karani dodatkowymi obowiązkami zwykle nie dopuszcza się ponownej samowolki (również te spostrzeżenia zostały wykorzystane przez dowództwo). W tym okresie poznał Wallace’a Friesena, przyszłego wieloletniego współpracownika naukowego. Po służbie wrócił do Langley Porter, gdzie – we współpracy z Friesenem – zajął się badaniami komunikacji niewerbalnej, głównie problemami kłamania. Od roku 1963 prace wspierał Wydział Badań Klinicznych Narodowego Instytutu Zdrowia Psychicznego (NIMH), a również Fundacja Harry’ego Guggenheima i Fundacja Johna D. i Catherine T. MacArthur. W roku 1972 został profesorem psychologii w UCSF Medical School.
Po odejściu na emeryturę w roku 2004 czynnie działa – m.in. kierując Paul Ekman Group – w zakresie popularyzacji wyników badań oraz szkoleń, obejmujących praktyczne zastosowania teorii ekspresji ruchowo-mimicznej, w tym metod wykrywania kłamstwa (stara się zapobiegać wykorzystywaniu swoich odkryć przez osoby niekompetentne i nierzetelne).

## Tematyka badań

Koło podstawowych emocji i ich mimicznych ekspresji

Jego badania dotyczyły sposobów ruchowo-mimicznej ekspresji emocji (zob. mowa ciała, afekt), w tym mikroekspresji. Badania tego rodzaju utrudnia brak możliwości jednoznacznego zdefiniowania pojęć – wyjaśnienia znaczenia słów, określających pozytywne lub negatywne emocje/uczucia – tzw. emocje podstawowe i ich kombinacje.
Ekman pisał, że o najważniejszym kierunku jego badań (mimika) zdecydował szczęśliwy przypadek (serendipity) – spotkanie z Silvanem Tomkinsem, autorem Affect Imagery Consciousness, którego później nazywał swoim przyjacielem, współpracownikiem i nauczycielem. Do przypadkowego spotkania doszło, gdy obaj równocześnie składali, w tej samej redakcji, artykuły nt. komunikacji niewerbalnej – Tomkins o uniwersalnym charakterze mimiki (nie miał dowodów na poparcie swoich tez), a Ekman – o ruchach ciała. Tomkins uważał, że afekty wyewoluowały jako niezbędny ludziom system motywacji. W książce „Emocje ujawnione…” Ekman przyznał, że – gdyby nie ten przypadek – prawdopodobnie:

…nigdy nie przeczytałbym jego książek ani bym się z nim nie spotkał…

Oceniając swój ówczesny stosunek do fundamentalnego dzieła Darwina, napisał:

…byłem przekonany, że mimika i gesty są uwarunkowane społecznie oraz zróżnicowane w zależności od kultury… Pamiętałem co prawda, że Karol Darwin twierdził coś odwrotnego, ale byłem tak pewny, że się mylił, iż nie zadałem sobie trudu, by przeczytać jego książkę.

Tematyka, związana z podstawowymi zasadami relacji międzyludzkich (zob. relacje społeczne, zarządzanie emocjami), szybko wzbudziła duże zainteresowanie różnych środowisk, w których odczytanie ukrywanych emocji odgrywa często kluczową rolę (np. marketingowcy, politycy, organizacje wywiadowcze, policjanci prowadzący przesłuchania, osoby zaangażowane w spór dotyczący niezawodności wariografów). Zadecydowało to o dużej (niechcianej) popularności Paula Ekmana.

### Odkrycie mikromimiki ujawniającej kłamstwa

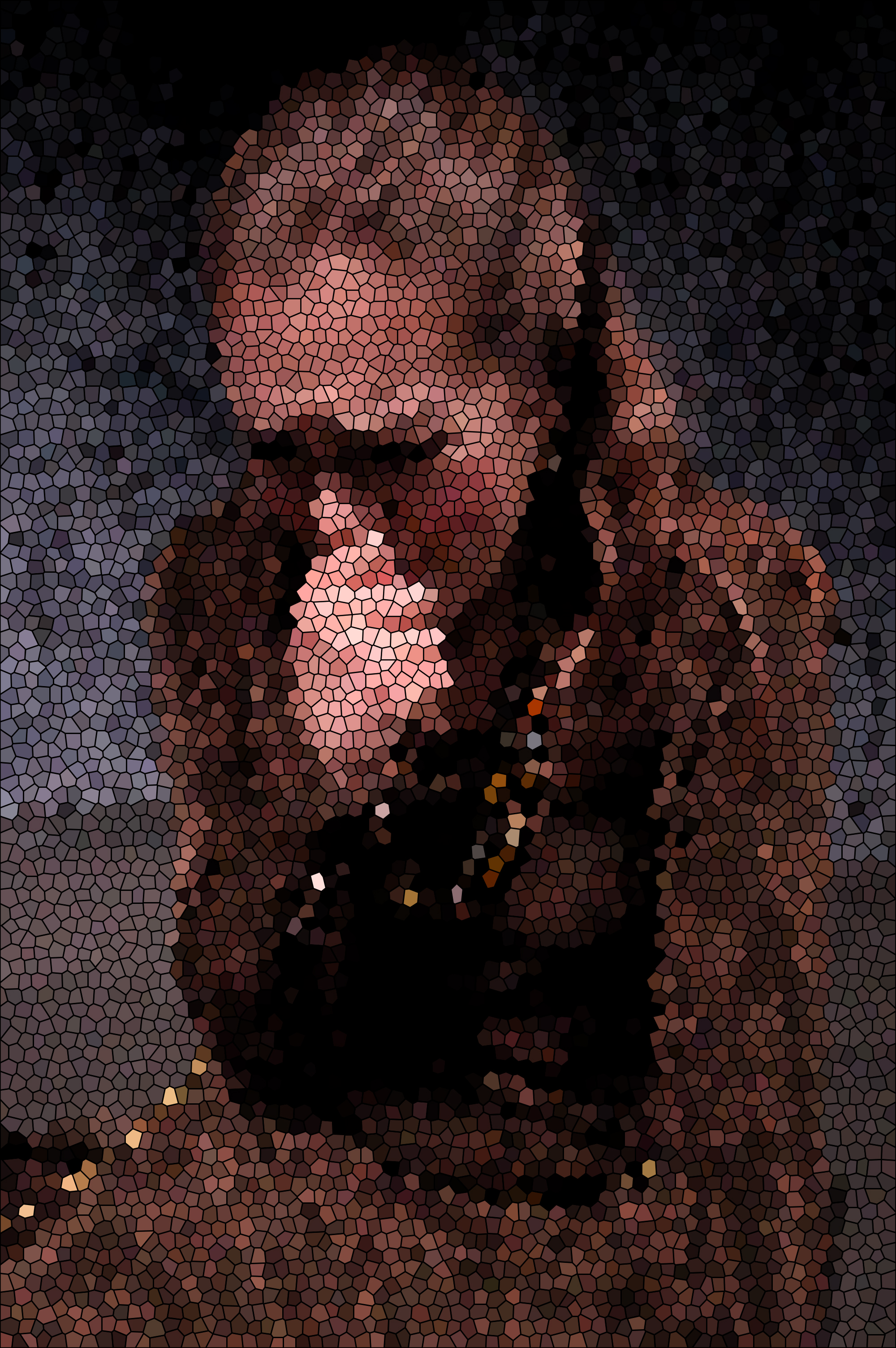
Ruchowo-mimiczna ekspresja smutku
W początkowym okresie badań Ekman koncentrował się na wymowie ruchów ciała. Do zajęcia się mimiką skłonił go Silvan Tomkins)

Początkowo zajmował się głównie odczytywaniem niewerbalnych informacji, przekazywanych nieświadomie przez pacjentów szpitali psychiatrycznych. Pierwsza jego naukowa publikacja dotyczyła przypadku chorej (gospodyni domowa Maria, 42 lata), cierpiącej na ciężką depresję, która podejmowała kilka prób samobójczych. Wyjaśniał stan pacjentki typowym dla jej sytuacji zaburzeniem osobowości, wynikającym z braku możliwości zaspokojenia podstawowych potrzeb – z braku dotychczasowego napięcia motywacyjnego (dorosłe dzieci, nie potrzebujące pomocy, zajęty pracą mąż). W takiej sytuacji zostaje silnie zakłócona równowaga, umożliwiająca dobre samopoczucie, pojawiają się wątpliwości dotyczące sensu życia.
Maria była leczona w szpitalu po kolejnej – niemal udanej – próbie samobójczej. Obserwowano wyraźne efekty zażywania leków i kuracji grupowej – ożywiła się i przestała wspominać o samobójstwie. W czasie filmowanej rozmowy z lekarzem poprosiła o przepustkę na weekendowy pobyt w domu. Ponieważ jej zachowanie nie budziło podejrzeń, wyrażono zgodę. Z przepustki pacjentka nie skorzystała, wyjaśniając, że poprzednio skłamała (zob. dyssymulacja) – miała zamiar w czasie weekendu powtórzyć próbę odebrania sobie życia.
Każda chwila sfilmowanej rozmowy lekarza z Marią została wielokrotnie i wnikliwie przeanalizowana przez Ekmana i Friesena, którzy próbowali w jej głosie, gestykulacji i mimice znaleźć ślady skrywanych emocji. Dostrzegli m.in. fragmenty gestu wzruszenia ramionami, którego wymowa nie była zgodna z treścią wypowiadanych słów, lub krótkotrwałe mimiczne wyrazy rozpaczy, szybko zastępowane uśmiechem. Sprawdzono później, że te sygnały nie były zauważane przez wielu doświadczonych psychologów i psychiatrów. Sprawdzenie, czy takie „mikrogesty” lub „mikromimika” mogą być uznawane za „przecieki prawdy”, wymagało wykonania badań większej grupy ludzi, w powtarzalnych warunkach pomiaru.
Powtarzalne warunki badania zapewniono np. w eksperymencie wykonanym z udziałem grupy kandydatek do szkoły pielęgniarskiej. Prezentowano im m.in. film z drastycznymi scenami krwawych operacji chirurgicznych. Były zobowiązywane do przekonania słuchaczy, że oglądają sceny z pięknego filmu przyrodniczego. Uczestniczki badania były silnie zmotywowane do skutecznego „okłamywania”, ponieważ wyjaśniono im, że jest to ważny element psychometrycznego testu kompetencji do zawodu pielęgniarki (pracownicy placówek medycznych często muszą  ukrywać przed pacjentem prawdę o jego stanie).

### The Expression of the Emotions in Man and Animalsi pojęcie kłamstwa
Jego głębokie zainteresowanie mimiką, jako formą świadomej lub nieświadomej ekspresji emocji, skłoniło go do wnikliwego przeanalizowania treści książki Darwina, The Expression of the Emotions in Man and Animals (wyd. 1872, wyd. 1889) i jej ponownego wydania (z oryginalnymi ilustracjami) w roku 1998, w formie wzbogaconej o własny wstęp, zakończenie oraz komentarze (książka została bardzo przychylnie zaopiniowana przez recenzentów).
Spojrzenie na rozwój systemu komunikacji niewerbalnej jako proces ewolucyjny umożliwiło m.in. potwierdzenie istnienia podstawowych emocji i uniwersalnego, ponadkulturowego charakteru ich ekspresji.
Ekspresje emocji podstawowych są niezależne od grupy etnicznej, fenotypu, statusu społecznego, wieku człowieka itp. Są też obserwowane u różnych gatunków zwierząt. Ich obserwacja ułatwia ludziom wzajemną komunikację (porozumiewawcze, np. zasmucone lub karcące spojrzenie, mówi często więcej niż słowa), a z drugiej strony – ludzie podejmują często próby ukrycia swoich naturalnych emocji. Jest to efektem wpływu czynników społecznych i kulturowych (zob. mentalność, wychowanie, normy społeczne i moralne).
Potwierdzające to badania nie ograniczały się do gromadzenia informacji, jakim słowem można określić emocje osoby, widocznej na pokazywanej fotografii. W Nowej Gwinei badani wysłuchiwali opisów emocjonalnych wydarzeń, a następnie byli proszeni o odegranie odpowiednich emocji. Porównując sposoby mimicznego wyrażania emocji przez przedstawicieli różnych kultur stwierdzono m.in. że ekspresje pojawiające się na twarzach Japończyków w czasie oglądania filmów są podobne do ekspresji Amerykanów, jeżeli Japończycy nie oglądają filmu przy świadkach. Czynniki kulturowe są powodem podejmowania przez nich mniej lub bardziej skutecznych prób ukrywania odczuwanych emocji. Ważnych dowodów uniwersalnego (wrodzonego) charakteru ludzkich ekspresji mimicznych dostarczyły obserwacje wyrazu twarzy osób nie widzących od urodzenia, które – podobnie jak noworodki – nie miały możliwości „nauczenia się” od innych przybierania odpowiedniego do okoliczności wyrazu twarzy.
Wychowując dzieci uczymy je, których emocji nie powinniśmy ujawniać w określonych sytuacjach – zachęcamy je do ukrywania lub fałszowania informacji (werbalnie lub niewerbalnie). Mówimy np. „opuszczając towarzystwo, które ci nie odpowiada, nie mów «muszę już iść, bo bardzo się nudzę»”, „powiedz babci [dawno niewidzianej], że tęskniłeś”, „uśmiechnij się do [nielubianej] cioci”, „nie ujawniaj, że zauważyłeś kalectwo”. Mamy przekonanie, że uczymy dzieci takich zachowań dla dobra swojej grupy lub zbiorowości społecznej (niektóre z nabytych reguł okazywania, ang. display rules, stają się z czasem głęboko zakorzenionymi nawykami – pojawiają się automatycznie, bez udziału woli). W tej sytuacji brakuje jednoznacznych definicji pojęć kłamstwo i prawda. Według Ekmana kłamstwem jest zarówno ukrywanie jak fałszowanie, jeżeli intencją jest wprowadzenie w błąd drugiej osoby lub osób, a druga strona spodziewa się informacji prawdziwych (nie jest kłamstwem np. reklamowanie towarów i usług, ukrywanie informacji o posiadanych kartach w pokerze lub gra aktorów teatralnych).
Ekman zwraca uwagę na niebezpieczeństwa niepoprawnej interpretacji obserwowanych reakcji  niewerbalnych. Analizując mimikę, gesty lub zapis wariografu obserwator może zauważyć ślady określonych emocji, jednak powinien pamiętać, że ich przyczyny mogą być różne. Osoba odpowiadająca na określone pytanie, związane z przestępstwem, może odczuwać strach przed odkryciem własnej winy, ale może również obawiać się odkrycia, że kłamie z innego powodu lub że może być podejrzewana o kłamstwo (tzw. „błąd Otella”). Prawidłowa interpretacja zaobserwowanych „wskazówek kłamstwa” i „przecieków” wymaga dogłębnej wiedzy psychologicznej.
Przypadki depresji, których rozpoznawaniem i leczeniem zajmował się Paul Ekman, cechuje obniżenie nastroju – smutek. Jego niemaskowane mimiczne wyrazy są zwykle bardzo łatwe do rozpoznania, jednak próby ukrycia naturalnej aktywności mięśni twarzy  charakterystycznej dla tego nastroju bywają udane. W przypadku tego i innych nastrojów przecieki i wskazówki kłamstwa nie zawsze są dostrzegalne. Możliwość ich zauważenia jest zależna od różnych cech osoby obserwowanej oraz od rodzaju ukrywanych emocji. Z drugiej strony umiejętności spostrzegania drobnych niewerbalnych sygnałów i ich interpretacji przez obserwatora szybko rozwijają się w czasie odpowiednich ćwiczeń.

### Facial Action Coding System
P. Ekman i W. Friesen wykazali, że ludzka twarz może wyrazić ponad 10 tysięcy typów ekspresji mimicznej. Ekspresje opisali wykorzystując słowa, fotografie i filmy. Stworzyli atlas umożliwiający dokonywanie pomiarów ruchów twarzy w kategoriach anatomicznych. W czasie tej pracy Ekman nauczył się wykonywać każdy z ruchów mięśni własnej twarzy (niejednokrotnie sprawdzał, który z mięśni twarzy jest odpowiedzialny za dany ruch, stymulując je igłą wkłuwaną w skórę). Zidentyfikował aktywności jednostkowe (ang. Action Unit, AU), traktowane jako znaki kodu, oraz ich kombinacje, odpowiadające różnym wyrazom twarzy. Wytypował te ruchy twarzy, które są najsilniej związane z emocjami. Praca pt. Facial Action Coding System: A Technique for the Measurement of Facial Movement została opublikowana w roku 1978 i zaczęła być wykorzystywana na całym świecie, m.in. przez psychologów lub służby bezpieczeństwa do kategoryzacji ruchów mimicznych ujawniających stany emocjonalne.
W następnych latach Ekman ze współpracownikami opracował podręczniki dla osób zamierzających korzystać z tej metody odczytywania emocji (np. wykrywając kłamstwa) i opracował metodykę uruchomionych kursów oraz materiały pomocnicze (instrukcje, podręczniki, DVD). Zaleca szkolenie w grupach. Kursy są prowadzone dla osób i organizacji w międzynarodowej sieci punktów (Paul Ekman International plc, PEI) z centrum w Manchesterze (dyrektor – Cliff Lansley). Współcześnie są też dostępne programy komputerowe, interpretujące mimikę zarejestrowaną na zdjęciach.

## Publikacje
Wybór według self.gutenberg.org (World Public Library):
- Emotional Awareness: Overcoming the Obstacles to Psychological Balance and Compassion (2008)
- Unmasking the Face (z Wallace V. Friesen, 2003)[14]
- Emotions Revealed: Recognizing Faces and Feelings to Improve Communication and Emotional Life (2003)
- Telling Lies: Clues to Deceit in the Marketplace, Politics, and Marriage (W.W. Norton & Company, 1985)
- What the Face Reveals (z Rosenberg, E. L., Oxford University Press, 1998)
- The Nature of Emotion: Fundamental Questions (z Richardem Davidsonem, Oxford University Press, 1994)
- Darwin and Facial Expression: A Century of Research in Review
- Facial Action Coding System/Investigator's
- Why Kids Lie: How Parents Can Encourage Truthfulness (Penguin, 1991)
- Handbook of Methods in Nonverbal Behavior Research
- Face of Man
- Emotion in the Human Face
- Handbook of Cognition and Emotion (Sussex, U.K. John Wiley & Sons, Ltd., 1999)
- Darwin and Facial Expression: A Century of Research in Review  (1973, 2006)

Książki wydane w języku polskim (według Sensus.pl):
- Emocje ujawnione. Odkryj, co ludzie chcą przed Tobą zataić i dowiedz się czegoś więcej o sobie Wydawnictwo Sensus 2011, ISBN 978-83-246-3414-9
- Kłamstwo i jego wykrywanie w biznesie polityce i małżeństwie, Wydawnictwo Naukowe PWN 2012, ISBN 978-83-01-14082-3

OCLC 805271600. wydanie 2, zm 7.
- Natura emocji. Podstawowe zagadnienia (współautor: Richard J. Davidson), Gdańskie Wydawnictwo Psychologiczne, wyd. 2, styczeń 2012, ISBN 978-83-7489-367-1
- Świadomość emocjonalna. Źródło wewnętrznej równowagi i zrozumienia (współautorzy: Dalajlama, Daniel Goleman), Wydawnictwo: Helion 2009, ISBN 978-83-246-2165-1, EDITIO 2014 ISBN 978-83-246-8508-0

## Wyróżnienia

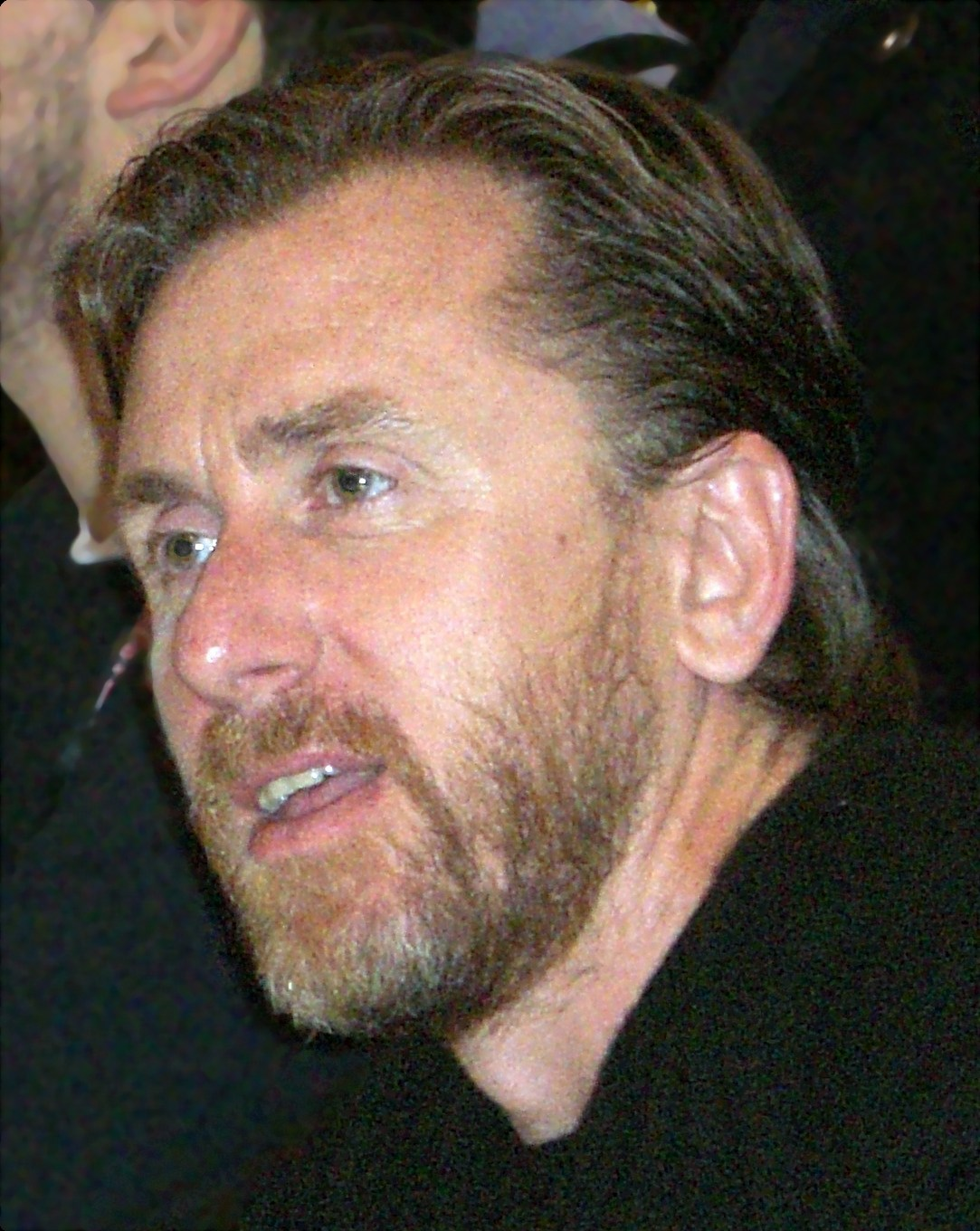
Tim Roth jako dr Cal Lightman, główny bohater serialu Magia kłamstwa (Lie to Me), którego pierwowzorem był Paul Ekman

- 1976 – złoty medal na Międzynarodowym Festiwalu Filmowym w NY film naukowy Unmasking the face[15]
- 1991 – nagroda Amerykańskiego Towarzystwa Psychologicznego[15]
- 1994 – honorowy tytuł doktora nauk humanistycznych University of Chicago[15]
- 2003 – Times Books: Emotions Revealed: Recognizing Faces and Feelings to Improve Communication and Emotional Life[4]
- 2008 – Times Books: Emotional Awareness: Overcoming the Obstacles to Psychological Balance and Compassion[4]

Dowodem uznania dla Paula Ekmana i członków kierowanej przez niego grupy jest przygotowanie i emisja wieloodcinkowego serialu Magia kłamstwa (ang. Lie to me), emitowanego na antenie Fox Broadcasting Company od 21 stycznia 2009 roku do 31 stycznia 2011 roku (zob. lista 46 odcinków).